# Kabinet-Gaillard
Frankrijk heeft in de periode 1957-1958 één kabinet-Gaillard gekend.

## Kabinet-Gaillard (6 november1957-14 mei1958)
- Félix Gaillard (PRS) - Président du Conseil (premier)
- Christian Pineau (SFIO) - Minister van Buitenlandse Zaken
- Jacques Chaban-Delmas (CNRS) - Minister van Defensie en Gewapende Krachten
- Maurice Bourgès-Maunoury (PRS) - Minister van Binnenlandse Zaken
- Pierre Pflimlin (MRP) - Minister van Financiën, Economische Zaken en Planning
- Paul Ribeyre (CNIP) - Minister of van Handel en Industrie
- Paul Bacon (MRP) - Minister van Arbeid en Sociale Zekerheid
- Robert Lecourt (MRP) - Minister van Justitie
- René Billères (PRS) - Minister van Onderwijs, Jeugd en Sport
- Antoine Quinson (RGR) - Minister van Veteranen en Oorlogsslachtoffers
- Roland Boscary-Monsservin (CNIP) - Minister van Landbouw
- Gérard Jaquet (SFIO) - Minister van Franse Overzeese Gebiedsdelen
- Édouard Bonnefous (UDSR) - Minister van Openbare Werken, Transport en Toerisme
- Félix Houphouët-Boigny (RDA) - Minister van Volksgezondheid en Bevolking
- Pierre Garet (MRP) - Minister van Volkshuisvesting
- Max Lejeune (SFIO) - Minister voor de Sahara